# پائولی (پنسیلوانیا)

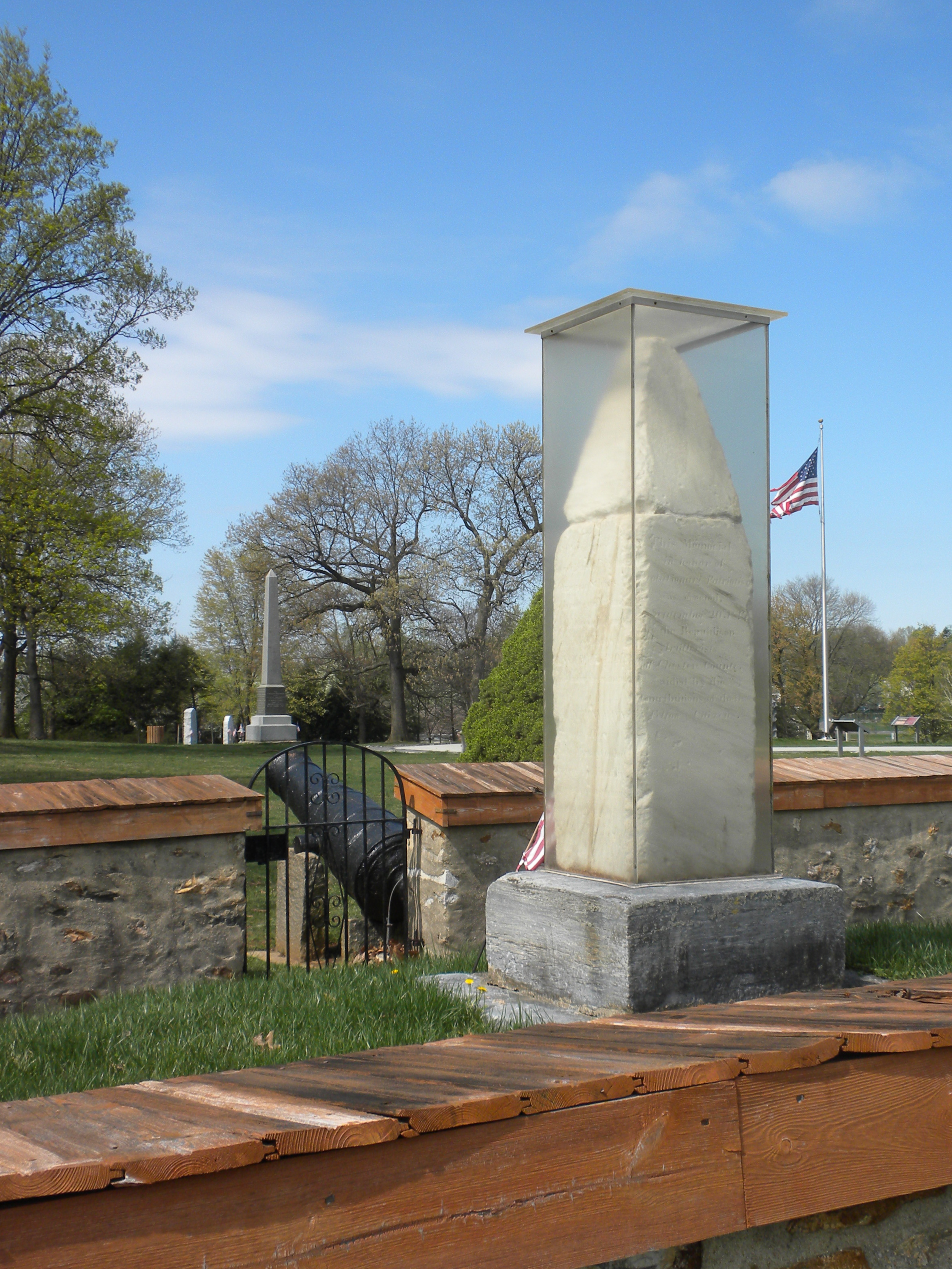

پائولی (به انگلیسی: Paoli) یک منطقهٔ مسکونی در ایالات متحده آمریکا است که در شهرستان چستر، پنسیلوانیا واقع شده‌است. پائولی ۵٬۵۷۵ نفر جمعیت دارد.